# 輪島市立七浦小学校
輪島市立七浦小学校（わじましりつ しつらしょうがっこう）は、石川県輪島市にあった小学校。

## 沿革
- 1874年（明治7年）7月13日 学制施行により皆月小学校が設立される。
- 1876年（明治9年）3月 五十洲小学校が設立される。
- 1885年（明治18年）4月 皆月・五十洲両校が名目上統合され鵜山小学校となるが、実際はそれぞれの校舎で授業を続けた。
- 1887年（明治20年）11月 第1次小学校令施行により簡易科尋常科鵜山小学校となる。
- 1889年（明治22年）秋 鵜山小学校が再び分割され、簡易科尋常科皆月小学校と簡易科五十洲小学校となる。
- 1892年（明治25年）4月 第2次小学校令施行により皆月小学校、五十洲小学校が七浦村立になり、それぞれ七浦村立皆月尋常小学校、七浦村立五十洲尋常小学校となる。
- 1894年（明治27年）12月 皆月尋常小学校と五十洲尋常小学校が合併して七浦村立七浦尋常小学校が設立される。
- 1896年（明治29年）9月20日 高等科を設置して七浦村立七浦尋常高等小学校と改称する。
- 1923年（大正12年）3月10日 校旗制定。
  - 5月1日 校歌制定。
  - 6月2日 校歌を知事に申請する。
  - 10月19日 校歌が文部省が認可される。
- 1924年（大正13年）11月20日 創立50年記念式典が開催される。
- 1941年（昭和16年）4月1日 国民学校令が施行され七浦村立七浦国民学校と改称する。
- 1947年（昭和22年）4月1日 学制改革により七浦村立七浦小学校と改称する。
- 1954年（昭和29年）3月31日 七浦村と他1町4村が合併し門前町となり門前町立七浦小学校と改称する。
- 1974年（昭和49年）7月13日 新校舎完成記念式典が開催される。
- 2006年（平成18年）
  - 2月1日 門前町が合併して輪島市となり輪島市立七浦小学校と改称する。
  - 4月1日 櫛比小学校、本郷小学校と統合し輪島市立門前東小学校が設立される。

## 吉浦冬季分校

### 沿革
- 1895年（明治28年）12月1日 吉浦冬季分教場が設置される。
- 1974年（昭和49年）7月 新校舎完成を期に分校廃止。

## 暮坂分校

### 沿革
- 1885年（明治18年）2月18日 暮坂巡回授業所が設置される。
- 1887年（明治20年）11月 鵜山小学校暮坂分校となる。
- 1889年（明治22年）秋 簡易科暮坂小学校となり独立するが、後に暮坂分教室となる。
- 1895年（明治27年）12月 皆月小学校と五十洲小学校が統合されるのにあわせて分校廃止。

## 通学区域
七浦中学校の通学区域と同じだった。
- 輪島市 門前町皆月、門前町五十洲、門前町餅田、門前町鵜山、門前町吉浦、門前町大滝、門前町中谷内、門前町矢徳、門前町小杉、門前町百成大角間、門前町井守上坂、門前町暮坂、門前町樽見、門前町薄野

## 進学
- 卒業生は2001年までは七浦中学校へ、2002年からは門前中学校へ進学した。